# Євниця
Євниця (словен. Jevnica) — поселення в общині Літія, Осреднєсловенський регіон, Словенія. Висота над рівнем моря: 272,7 м.